# Mon Père-Noël à jamais
 (mai 2025).
Si vous disposez d'ouvrages ou d'articles de référence ou si vous connaissez des sites web de qualité traitant du thème abordé ici, merci de compléter l'article en donnant les références utiles à sa vérifiabilité et en les liant à la section « Notes et références ».
My Santa ou Mon Père-Noël à jamais (いつだってＭｙサンタ！, Itsudatte my Santa), est un manga de Ken Akamatsu. Il est sorti sous la forme d'un court one-shot en 1998 et est disponible en français chez Pika Édition.
Il a été adapté en 2 OAV en 2005.

## Histoire
Lors de la veille de Noël, Santa tombe par hasard sur Mai qui prétend être la petite fille du Père Noël. Sentant Santa malheureux, elle veut passer la nuit à ses côtés (en tout bien tout honneur) pour lui donner du bonheur et de la chance.

## Personnages
- Santa (参太?) (VO : ??? / VF : ??)
- Mai (マイ?) (VO : ??? / VF : Nathalie Bienaimé)

## Édition manga
- francophone : Pika Édition (novembre 2006)

48 pages
Format : 12 x 18 cm
 (ISBN 2-84599-665-9)